# フランスの在外公館の一覧

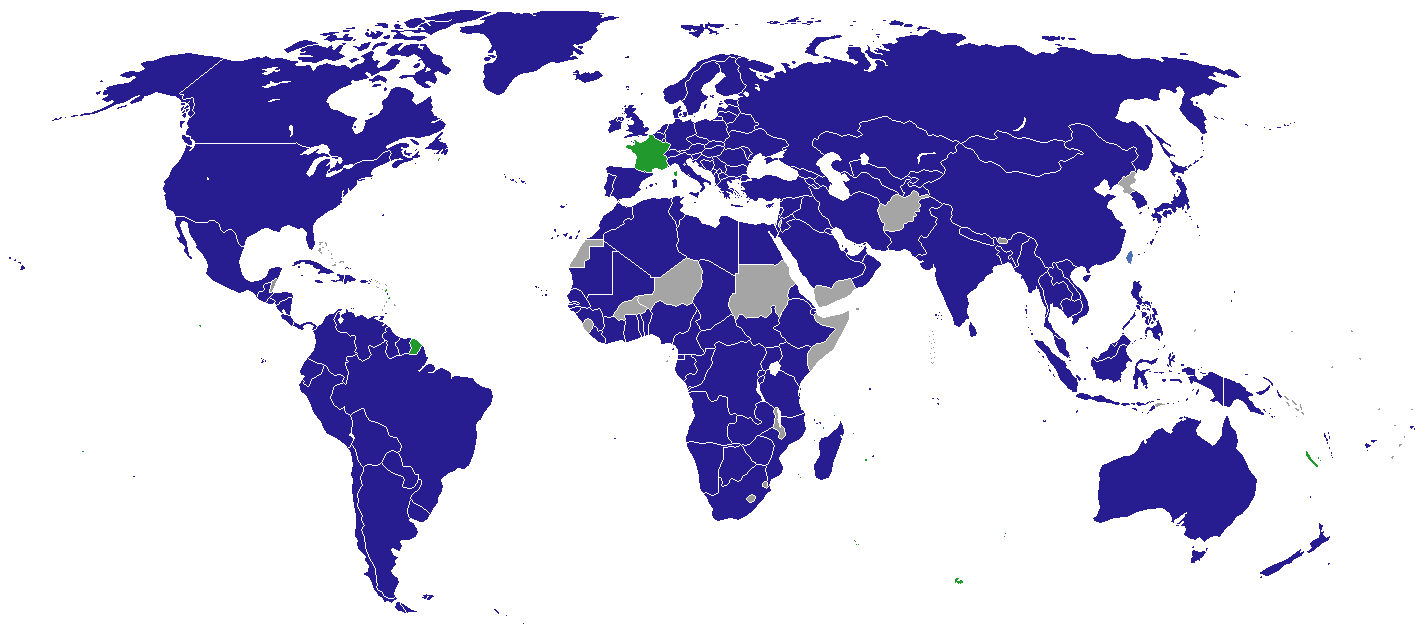
フランスの在外公館が設置されている国

フランスの在外公館の一覧では、フランスが派遣している外交使節団（大使館、総領事館、政府代表部等）を挙げる（名誉総領事館を除く）。フランスが国外に外交使節団を設置したのは、フランソワ1世の時代の1522年にスイスにおかれたのが最初である。植民地の独立以降収縮はしたが、フランスは依然世界の外交に大きな地位を占めている。2019年11月時点で、中華人民共和国、アメリカ合衆国に次いで世界で3番目に大きな規模の外交ネットワークを持っている。

## アジア
| - アゼルバイジャン - 在アゼルバイジャン大使館 (バクー) - アラブ首長国連邦 - 在アラブ首長国連邦大使館 (アブダビ) - 在ドバイ総領事館(ドバイ) - アルメニア - 在アルメニア大使館 (エレヴァン) - イエメン - 在イエメン大使館 (サナア) - イスラエル - 在イスラエル大使館 (テルアビブ) - 在エルサレム総領事館 (エルサレム) - 在ハイファ領事館 (ハイファ) - イラク - 在イラク大使館 (バグダード) - イラン - 在イラン大使館 (テヘラン) - インド - 在インド大使館 (ニューデリー) - 在コルカタ総領事館 (コルカタ) - 在ポンディシェリ総領事館 (ポンディシェリ) - 在ムンバイ総領事館 (ムンバイ) - 在バンガロール総領事館 (バンガロール) - インドネシア - 在インドネシア大使館 (ジャカルタ) - ウズベキスタン - 在ウズベキスタン大使館 (タシケント) - オマーン - 在オマーン大使館 (マスカット) - カタール - 在カタール大使館 (ドーハ) - カンボジア - 在カンボジア大使館 (プノンペン) - カザフスタン - 在カザフスタン大使館 (アスタナ) - 韓国 - 在大韓民国大使館 (ソウル) - キプロス - 在キプロス大使館 (ニコシア) - キルギス - 在キルギスタン大使館 (ビシュケク) - クウェート - 在クウェート大使館 (クウェート市) - ジョージア - 在グルジア大使館 (トビリシ) - サウジアラビア - 在サウジアラビア大使館 (リヤド) - 在ジッダ大使館 (ジッダ) - シリア - 在シリア大使館 (ダマスカス) - 在アレッポ領事館 (アレッポ) | - シンガポール - 在シンガポール大使館 (シンガポール) - スリランカ - 在スリランカ大使館 (コロンボ) - タイ - 在タイ大使館 (バンコク) - タジキスタン - 在タジキスタン大使館 (ドゥシャンベ) - 中華人民共和国 - 在中華人民共和国大使館 (北京) - 在成都総領事館 (成都) - 在広州総領事館 (広州) - 在上海総領事館 (上海) - 在武漢総領事館 (武漢市) - 在香港総領事館 (香港) - トルクメニスタン - 在トルクメニスタン大使館 (アシガバート) - トルコ - 在トルコ大使館 (アンカラ) - 在イスタンブール総領事館 (イスタンブール) - 日本 - 在日本国大使館 (東京) - 在京都総領事館 (京都) - ネパール - 在ネパール大使館 (カトマンドゥ) - バーレーン - 在バーレーン大使館 (マナーマ) - パキスタン - 在パキスタン大使館 (イスラマバード) - 在カラチ総領事館 (カラチ) - バングラデシュ - 在バングラデシュ大使館 (ダッカ) - フィリピン - 在フィリピン大使館 (マニラ) - ブルネイ - 在ブルネイ大使館 (バンダルスリブガワン) - ベトナム - 在ベトナム大使館 (ハノイ) - 在ホーチミン総領事館 (ホーチミン市) - マレーシア - 在マレーシア大使館 (クアラルンプール) - ミャンマー - 在ミャンマー大使館 (ヤンゴン) - モンゴル - 在モンゴル大使館 (ウランバートル) - ヨルダン - 在ヨルダン大使館 (アンマン) - ラオス - 在ラオス大使館 (ヴィエンチャン) - レバノン - 在レバノン大使館 (ベイルート) |

- 台湾
  - フランス在台協会(台北)

## ヨーロッパ
| - アイスランド - 在アイスランド大使館 (レイキャビク) - アイルランド - 在アイルランド大使館 (ダブリン) - アルバニア - 在アルバニア大使館 (ティラナ) - アンドラ - 在アンドラ大使館 (アンドラ・ラ・ベリャ) - イタリア - 在イタリア大使館 (ローマ) - 在ミラノ総領事館 (ミラノ) - 在ナポリ総領事館 (ナポリ) - 在トリノ総領事館 (トリノ) - 在ジェノバ領事館 (ジェノバ) - ウクライナ - 在ウクライナ大使館 (キエフ) - イギリス - 在英国大使館 (ロンドン) - 在エジンバラ総領事館 (エジンバラ) - 在ジブラルタル領事館 (ジブラルタル) - 在ジャージー領事館 (エジンバラ) - 在ガーンジー領事館 (ガーンジー) - エストニア - 在エストニア大使館 (タリン) - オーストリア - 在オーストリア大使館 (ウィーン) - オランダ - 在オランダ大使館 (ハーグ) - 在アムステルダム総領事館 (アムステルダム) - ギリシャ - 在ギリシャ大使館 (アテネ) - 在テッサロニキ総領事館 (テッサロニキ) - クロアチア - 在クロアチア大使館 (ザグレブ) - コソボ - 在コソボ大使館 (プリシュティナ) - スイス - 在スイス大使館 (ベルン) - 在ジュネーブ総領事館 (ジュネーヴ) - 在チューリッヒ総領事館 (チューリッヒ) - スウェーデン - 在スウェーデン大使館 (ストックホルム) - スペイン - 在スペイン大使館 (マドリッド) - 在バルセロナ総領事館 (バルセロナ) - 在ビルバオ総領事館 (ビルバオ) - 在セビリヤ総領事館 (セビリヤ) - 在アリカンテ領事事務所 (アリカンテ) - 在マラガ領事事務所 (マラガ) - スロバキア - 在スロバキア大使館 (ブラチスラヴァ) - スロベニア - 在スロベニア大使館 (リュブリャナ) - セルビア - 在セルビア大使館 (ベオグラード) - チェコ - 在チェコ大使館 (プラハ) | - デンマーク - 在デンマーク大使館 (コペンハーゲン) - ドイツ - 在ドイツ大使館 (ベルリン) - 在デュッセルドルフ総領事館 (デュッセルドルフ) - 在ハンブルク総領事館 (ハンブルク) - 在フランクフルト総領事館 (フランクフルト) - 在ミュンヘン総領事館 (ミュンヘン) - 在ザールブリュッケン総領事館 (ザールブリュッケン) - 在シュトゥットガルト総領事館 (シュトゥットガルト) - ノルウェー - 在ノルウェー大使館 (オスロ) - バチカン - 在バチカン大使館 (バチカン) - ハンガリー - 在ハンガリー大使館 (ブダペスト) - フィンランド - 在フィンランド大使館 (ヘルシンキ) - ブルガリア - 在ブルガリア大使館 (ソフィア) - ベラルーシ - 在ベラルーシ大使館 (ミンスク) - ベルギー - 在ベルギー大使館 (ブリュッセル) - 在アントワープ総領事館 (アントワープ) - 在リエージュ総領事館 (リエージュ) - ポーランド - 在ポーランド大使館 (ワルシャワ) - 在クラクフ総領事館 (クラクフ) - ボスニア・ヘルツェゴビナ - 在ボスニア・ヘルツェゴビナ大使館 (サラエボ) - ポルトガル - 在ポルトガル大使館 (リスボン) - 在ポルト総領事館 (ポルト) - 北マケドニア - 在マケドニア大使館 (スコピエ) - マルタ - 在マルタ大使館 (バレッタ) - モナコ - 在モナコ大使館 (モナコ) - モルドバ - 在モルドバ大使館 (キシナウ) - モンテネグロ - 在モンテネグロ大使館 (ポドゴリツァ) - ラトビア - 在ラトビア大使館 (リガ) - リトアニア - 在リトアニア大使館 (ヴィリニュス) - ルーマニア - 在ルーマニア大使館 (ブカレスト) - ルクセンブルク - 在ルクセンブルク大使館 (ルクセンブルク市) - ロシア - 在ロシア大使館 (モスクワ) - 在サンクトペテルブルク総領事館 (サンクトペテルブルク) - 在エカテリンブルク総領事館 (エカテリンブルク) |

## 北米
| - アメリカ合衆国 - 在アメリカ合衆国大使館 (ワシントンD.C.) - 在アトランタ総領事館 (アトランタ) - 在ボストン総領事館 (ボストン) - 在シカゴ総領事館 (シカゴ) - 在ヒューストン総領事館 (ヒューストン) - 在ロサンゼルス総領事館 (ロサンゼルス) - 在マイアミ総領事館 (マイアミ) - 在ニューオリンズ総領事館 (ニューオリンズ) - 在ニューヨーク総領事館 (ニューヨーク) - 在サンフランシスコ総領事館 (サンフランシスコ) - エルサルバドル - 在エルサルバドル大使館 (サンサルバドル) - カナダ - 在カナダ大使館 (オタワ) - 在バンクーバー総領事館 (バンクーバー) - 在カルガリー総領事館 (カルガリー) - 在トロント総領事館 (トロント) - 在モントリオール総領事館 (モントリオール) - 在モンクトン領事館 (モンクトン) - キューバ - 在キューバ大使館 (バハマ) | - グアテマラ - 在グアテマラ大使館 (グアテマラシティー) - コスタリカ - 在コスタリカ使館 (サンホセ) - ジャマイカ - 在ジャマイカ大使館 (キングストン) - セントルシア - 在セントルシア大使館 (カストリーズ) - ドミニカ共和国 - 在ドミニカ共和国大使館 (サントドミンゴ) - トリニダード・トバゴ - 在トリニダード・トバゴ大使館 (ポート・オブ・スペイン) - ニカラグア - 在ニカラグア大使館 (マナグア) - ハイチ - 在ハイチ大使館 (ポルトープランス) - パナマ - 在パナマ大使館 (パナマ市) - ホンジュラス - 在ホンジュラス大使館 (テグシガルパ) - メキシコ - 在メキシコ大使館 (メキシコシティ) |

## 南米
| - アルゼンチン - 在アルゼンチン大使館 (ブエノスアイレス) - ウルグアイ - 在ウルグアイ大使館 (モンテビデオ) - エクアドル - 在エクアドル大使館 (キト) - コロンビア - 在コロンビア大使館 (ボゴタ) - スリナム - 在スリナム大使館 (パラマリボ) - チリ - 在チリ大使館 (サンティアゴ・デ・チレ) | - パラグアイ - 在パラグアイ大使館 (アスンシオン) - ブラジル - 在ブラジル大使館 (ブラジリア) - 在サンパウロ総領事館 (サンパウロ) - 在リオデジャネイロ総領事館 (リオデジャネイロ) - 在レシフェ領事館 (レシフェ) - ベネズエラ - 在ベネズエラ大使館 (カラカス) - ペルー - 在ペルー大使館 (リマ) - ボリビア - 在ボリビア大使館 (ラパス) |

## アフリカ
| - アルジェリア - 在アルジェリア大使館 (アルジェ) - 在アンナバ総領事館 (アンナバ) - 在オラン総領事館 (オラン) - アンゴラ - 在アンゴラ大使館 (ルアンダ) - ウガンダ - 在ウガンダ大使館 (カンパラ) - エジプト - 在エジプト大使館 (カイロ) - 在アレキサンドリア総領事館 (アレキサンドリア) - エチオピア - 在エチオピア大使館 (アディスアベバ) - エリトリア - 在エリトリア大使館 (アスマラ) - ガーナ - 在ガーナ大使館 (アクラ) - ガボン - 在ガボン大使館 (リーブルヴィル) - 在ポールジャンティ総領事館 (ポールジャンティ) - カーボベルデ - 在カーボベルデ大使館 (プライア) - カメルーン - 在カメルーン大使館 (ヤウンデ) - 在ドゥアラ総領事館 (ドゥアラ) - 在ガルア領事館 (ガルア) - ギニア - 在ギニア大使館 (コナクリ) - ギニアビサウ - 在ギニアビサウ大使館 (ビサウ) - ケニア - 在ケニア大使館 (ナイロビ) - コートジボワール - 在コートジボワール大使館 (アビジャン) - コモロ - 在コモロ大使館 (モロニ) - コンゴ共和国 - 在コンゴ共和国大使館 (ブラザヴィル) - 在ポワントノワール総領事館 (ポワントノワール) - コンゴ民主共和国 - 在コンゴ民主共和国大使館 (キンシャサ) - ザンビア - 在ザンビア大使館 (ルサカ) - ジブチ - 在ジブチ大使館 (ジブチ市) - ジンバブエ - 在ジンバブエ大使館 (ハラレ) - スーダン - 在スーダン大使館 (ハルツーム) - チャド - 在セーシェル大使館 (ヴィクトリア) - 赤道ギニア - 在赤道ギニア大使館 (マラボ) | - セネガル - 在セネガル大使館 (ダカール) - 在サンルイ総領事館 (サンルイ) - タンザニア - 在タンザニア大使館 (ダルエスサラーム) - チャド - 在チャド大使館 (ンジャメナ) - 中央アフリカ - 在中央アフリカ共和国大使館 (バンギ) - チュニジア - 在チュニジア大使館 (チュニス) - トーゴ - 在トーゴ大使館 (ロメ) - ナイジェリア - 在ナイジェリア大使館 (アブジャ) - 在ラゴス総領事館 (ラゴス) - ナミビア - 在ナミビア大使館 (ウイントフーク) - ニジェール - 在ニジェール大使館 (ニアメ) - ブルキナファソ - 在ブルキナファソ大使館 (ワガドゥグー) - ブルンジ - 在ブルンジ大使館 (ブジュンブラ) - ベナン - 在ベナン大使館 (コトヌー) - ボツワナ - 在ボツワナ大使館 (ハボローネ) - マダガスカル - 在マダガスカル大使館 (アンタナナリボ) - 在アンツィラナナ領事事務所 (アンツィラナナ) - 在マハジャンガ領事事務所 (マハジャンガ) - 在トアマシナ領事事務所 (トアマシナ) - マリ - 在マリ大使館 (バマコ) - 南アフリカ共和国 - 在南アフリカ共和国大使館 (プレトリア) - 在ケープタウン大使館兼総領事館 (ケープタウン) - 在ヨハネスブルグ総領事館 (ヨハネスブルグ) - 南スーダン - 在南スーダン大使館 (ジュバ) - モーリシャス - 在モーリシャス大使館 (ポートルイス) - モーリタニア - 在モーリタニア大使館 (ヌアクショット) - モザンビーク - 在モザンビーク大使館 (マプト) - モロッコ - 在モロッコ大使館 (ラバト) - 在カサブランカ総領事館 (カサブランカ) - 在フェズ総領事館 (フェズ) - 在マラケシュ総領事館 (マラケシュ) - 在アガディール総領事館 (アガディール) - 在タンジェ総領事館 (タンジェ) - リビア - 在リビア大使館 (トリポリ) |

## オセアニア
| - オーストラリア - 在オーストラリア大使館 (キャンベラ) - 在シドニー総領事館 (シドニー) - フィジー - 在フィジー大使館 (スバ) | - ニュージーランド - 在ニュージーランド大使館 (ウェリントン) - バヌアツ - 在バヌアツ大使館 (ポートビラ) - パプアニューギニア - 在パプアニューギニア大使館 (ポートモレスビー) |

## 国際機関代表部
| - 国際連合代表部 (ニューヨーク) - 欧州連合代表部 (ブリュッセル) - 北大西洋条約機構代表部 (ブリュッセル) - 欧州評議会代表部 (ストラスブール) - 国際連合教育科学文化機関 (パリ) - 経済協力開発機構代表部 (パリ) - 国際民間航空機関代表部 (モントリオール) - ウィーン国際機関代表部 (ウィーン) - ジュネーブ国際機関代表部 (ジュネーヴ) - ナイロビ国際機関代表部 (ナイロビ) - 軍縮会議代表部 (ジュネーヴ) | - 世界貿易機関代表部 (ジュネーヴ) - 国際連合アジア太平洋経済社会委員会代表部 (バンコク) - 国際海事機関代表部 (ロンドン) - 食料農業機関代表部 (ローマ) - 国際復興開発銀行代表部 (ワシントンD.C.) - 国際通貨基金代表部 (ワシントンD.C.) - 米州機構代表部 (ワシントンD.C.) - 国際連合ラテンアメリカ・カリブ経済委員会代表部 (ワシントンD.C.) - 化学兵器禁止機関代表部 (ハーグ) - アフリカ連合代表部 (アディスアベバ) - 太平洋共同体代表部 (ヌーメア) |